# Демьянов Лаз
Урочище Демьянов Лаз (укр. Дем'янів Лаз) — место массовых расстрелов заключённых органами НКВД. Расположено под Ивано-Франковском (Украина). Расстрелы производились в конце июня 1941 г., непосредственно перед оккупацией Украины войсками нацистской Германии. Всего, по данным активистов «Мемориала», было вывезено и расстреляно около 600 человек.